# Chaberkowo
Chaberkowo (niem. Neu Wuttrienen) – wieś w Polsce położona w województwie warmińsko-mazurskim, w powiecie olsztyńskim, w gminie Purda. W latach 1975–1998 miejscowość administracyjnie należała do województwa olsztyńskiego. Wieś znajduje się w historycznym regionie Warmia. 

## Historia
Miejscowość 15 stycznia 1857 została wyodrębniona z Butryn i otrzymała nazwę Nowe Butryny (niem. Neu Wuttrienen). Początkowo była to osada robotników leśnych. Nazwa Chaberkowo po raz pierwszy wspomniana jest w 1879. Następnie w  Słowniku geograficznym Królestwa Polskiego i innych krajów słowiańskich, tom I  (1880). W  Geografii polskiej Warmii (1917) Walenty Barczewski wyjaśniał, że nazwy Chabrowo, Chabrówko lub Chaberkowo pochodzą od złej jakości ziemi w okolicy miejscowości. W 1870 we wsi mieszkało 114 osób, a w 1928 mieszkańców było 235. 
Od XIX wieku istniała w Chaberkowie szkoła niemieckojęzyczna, natomiast w 1929 roku otwarta została szkoła polska. Pierwszą nauczycielką od 10 kwietnia 1929 była poetka Maria Zientara-Malewska. W 1911 na 63 dzieci we wsi, 62 mówiło po polsku.